# ピルスナー

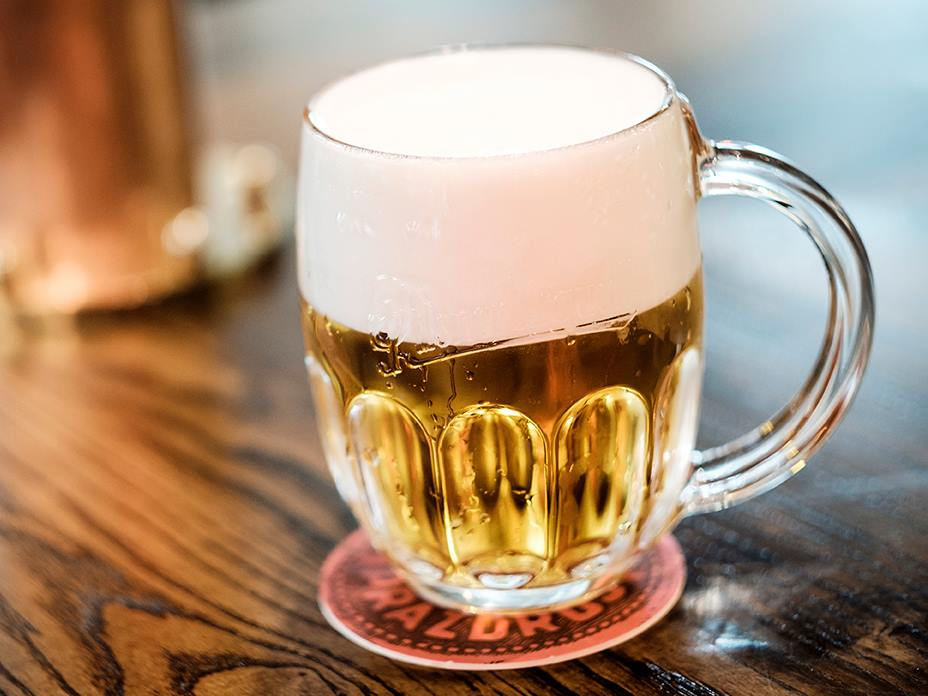
元祖ピルスナーのピルスナー・ウルケル

ピルスナーは、チェコのプルゼニ（ピルゼン）地方を発祥とするビールのスタイルの一種である。淡色の下面発酵ビールであり、明るく輝かしい黄金色の色味とともにホップが生む爽やかな苦味を特長とする。アルコール度数は4～5％の製品が多い。

## 概説
1842年にバイエルン人醸造家ヨーゼフ・グロール（de:Josef Groll）によってプルゼニで開発され、現在もなお製造されている「ピルスナー・ウルケル」を源流とする。ピルスナービールはチェコの誇る世界最高品質のジャテツ産ザーツホップ(en:saaz hops)とモラビア産淡色モルトを原料とし、プルゼニ地方特有の軟水によってバイエルン式下面発酵ラガー製法により醸造されている。ミネラル分の少ない軟水を使うことによって、「世界初の黄金色のラガー」が誕生した。ピルスナー・ウルケルは1993年まで伝統的な木樽によって製造されてきたがこの年から大型の円筒形タンクが導入された。味を確認するため今もなおごく少量が伝統製法によって製造されている。
現在、世界中で醸造されているビールの大半はピルスナースタイルである。ただし、世界各地のピルスナービールは使用する原材料により味わいもさまざまである。チェコスタイルは明るい黄金色で中程度の苦みと独特の香りを持ち、麦芽とザーツホップのみを原料としている。「ピルスナー」と名乗っているビールはチェコにおいてはピルスナー・ウルケルのみであるがチェコ以外においては同じタイプのチェコ産ビールもチェコスタイルのピルスナーとみなされる。ピルスナー・ウルケル以外の主要ブランドはブドワイゼ・ブドバー、ガンブリヌス、コゼル、ラデガスト、スタロプラメン、スタロブルノ等。チェコ以外のタイプとしてはチェコスタイル、ドイツスタイル、ヨーロッパスタイル、アメリカスタイル等。

## 日本の状況
日本でビールといえばピルスナースタイルのビールを指すことが大半である。大手ビール会社が醸造、販売するビールも多くはピルスナースタイルである。

## 世界の状況
欧州以外でビールといえばピルスナースタイルのビールを指すことが大半である。日本だけでなく、中華人民共和国、韓国、北朝鮮、高温多湿な気候である東南アジア、南アジア、中南米など、世界中でピルスナースタイルのビールが製造されている。